# Enrico Chiesa
Pour les articles homonymes, voir Chiesa.
Juventus
Enrico Chiesa, né le 29 décembre 1970 à Gênes, est un footballeur international italien  qui évolue au poste d'attaquant de la fin des années 1980 au début des années 2010. International italien, il participe à l'Euro 1996 et à la Coupe du monde 1998.
Son fils Federico est également footballeur professionnel et international.

## Biographie

### Carrière en club
Formé à la Sampdoria, Enrico Chiesa doit s'exiler à plusieurs reprises en début de carrière pour jouer. Il faut dire que ce n'est pas facile pour un jeune attaquant d'obtenir du temps de jeu en équipe première à Gênes. Le club possédant un des plus redoutables duo d'attaquants de l'époque avec Mancini et Vialli. Enrico Chiesa joue donc à Teramo en Serie C2 lors de la saison 1990-1991 et à Chieti en Serie C1 lors de la saison suivante.
En 1992 Gianluca Vialli signe à la Juventus et Chiesa se voit donner une chance d'intégrer l'effectif de l'équipe première de la Sampdoria. Encore trop tendre il ne parvient pas à s'imposer au sein de l'équipe finaliste de la dernière ligue des champions. Il doit donc à nouveau quitter provisoirement Gênes pour se faire remarquer. Il réalise alors une très bonne saison 1993-1994 en Serie B au Modena FC ponctuée de 14 buts en championnat. Il confirme lors de la saison suivante en Serie A sous le maillot rouge et gris de la Cremonese. C'est à nouveau 14 buts qu'il inscrit cette saison-là et il obtient une nouvelle chance à la Sampdoria.
Cette fois-ci il ne va pas laisse passer l'occasion qui se présente et réalise une saison 1995-1996 de toute beauté avec 22 buts inscrits en 27 matchs de Serie A. Son duo avec Roberto Mancini fait merveille et Enrico Chiesa devient un des attaquants les plus redouté de la péninsule.
À l'été 1996 il est acheté par Parme. Pendant trois ans il va former le duo d'attaquant du club avec l'Argentin Hernán Crespo avec réussite puisque le club joue les premiers rôles en Serie A, remporte la coupe d'Italie en 1999 et la coupe de l'UEFA cette même année. En finale de cette dernière, il inscrit le troisième but de Parme contre Marseille.
Il signe lors de l'été 1999 à la Fiorentina où la concurrence est très forte en attaque avec le Yougoslave Predrag Mijatović et les Argentins Abel Balbo et Gabriel Batistuta. La première saison de Chiesa à Florence est très compliqué et il n'inscrit que sept buts en championnat. Son plus faible total depuis la saison 1992-1993. En 2000 l'idole des supporters de la Fiorentina Gabriel Batistuta signe à l'AS Rome. Le club choisit de faire venir le Portugais Nuno Gomes, révélation du dernier Euro, pour le remplacer mais c'est Chiesa qui s'impose comme le leader offensif de la Fiorentina lors la saison 2000-2001. Il inscrit 22 buts en 30 matchs de championnat et participe grandement à la victoire en coupe d'Italie.
À l'été 2001 le club florentin connait de très sérieux problèmes financiers et voit partir des joueurs cadres comme Francesco Toldo et Rui Costa. Enrico Chiesa réalise pourtant un excellent début de saison 2001-2002 avec 5 buts en 5 matchs de championnat mais se blesse très gravement au genou et sa saison s'arrête rapidement. En juillet 2002 le club Florentin dépose le bilan et est rétrogradé en Serie C2. Enrico Chiesa se retrouve donc sans club et signe à la Lazio Rome. Ayant du mal à retrouver son meilleur niveau après sa blessure au genou il ne s'impose pas à Rome.
À 32 ans il signe alors à Sienne qui s'apprête à jouer en Serie A pour la première fois de son histoire. Dans ce club sans grands moyens financiers il participe grandement pendant trois ans au maintien du club en marquant à chaque fois plus de dix buts en championnat. L'âge avançant ses deux dernières saisons à Sienne sont beaucoup plus difficiles puisqu'il n'inscrit aucun but en 25 matchs.
Il a 37 ans quand il s'engage en 2008 en faveur du club amateur de l'AS Figline. Il participe à la montée du club en Serie C2 lors de la saison 2008-2009 avec cinq buts en 21 matchs. Il prend sa retraite en 2010.
Le bilan de sa carrière professionnelle s'élève à 380 matchs en Serie A, pour 138 buts marqués, et 44 matchs en Coupe d'Europe, pour 25 buts inscrits.

### Carrière en équipe d'Italie
Avec la superbe saison 1995-1996 qu'il réalise à la Sampdoria, il est logiquement testé par le sélectionneur Arrigo Sacchi au cours d'un match amical préparatif à l'Euro 1996. Il fait donc ses débuts en équipe d'Italie le 29 mai 1996 lors d'un match à Crémone contre la Belgique. Il rentre à la mi-temps et inscrit un but. Il gagne donc sa place dans les 22 Italiens pour l'Euro qui se déroule en Angleterre. Il connait sa deuxième sélection et sa première titularisation contre la République tchèque lors du deuxième match de poule. Enrico Chiesa inscrit à nouveau un but, mais l'Italie s'incline deux buts à un. Entré en cours de jeu lors du troisième match de poule face à l'Allemagne, il ne peut pas empêcher l'élimination précoce de son équipe après un nul 0-0.
Les années suivantes, il est régulièrement convoqué en équipe d'Italie, même s'il n'est jamais considéré comme un cadre. Profitant du forfait de dernière minute de Fabrizio Ravanelli, l est retenu dans le groupe pour la Coupe du monde 1998 en France, mais ne fait que deux courtes rentrées en jeu, contre le Chili au premier tour, et la Norvège en huitième de finale.
À partir de l'été 1999, il n'est plus rappelé par le sélectionneur Dino Zoff en raison de ses débuts difficiles à la Fiorentina, et il loupe donc l'Euro 2000.
En raison de sa magnifique saison 2000-2001 à Florence, il fait un retour en équipe d'Italie près de deux ans après sa dernière sélection. Il joue en effet lors d'un match amical à Pérouse contre l'Afrique du Sud le 25 avril 2001. C'est sa 17e et dernière sélection.

## Palmarès

### En club
- Vainqueur de la Coupe de l'UEFA en 1999 avec Parme
- Vainqueur de la Coupe d’Europe des vainqueurs de coupes en 1990 avec la Sampdoria Gênes
- Vainqueur de la Coupe d'Italie en 1999 avec Parme et en 2001 avec la Fiorentina
- Vice-champion d'Italie en 1997 avec Parme

### Enéquipe d'Italie
- 17 sélections et 7 buts entre 1996 et 2001
- Participation au Championnat d'Europe des Nations en 1996 (Premier Tour)
- Participation à la Coupe du Monde en 1998 (1/4 de finaliste)